# Rendeltetésszerű és biztonságos használat

A rendeltetésszerű és biztonságos használatra való alkalmasság azt jelenti, hogy a dolgot (ami lehet használati tárgy vagy ingatlan), arra a célra amire készült, úgy lehet használni hogy az negatívan ne befolyásolja a használó személy (vagy más személy) fizikai vagy egészségi állapotát, illetve a tárgy aránytalanul gyors minőség vagy állapotromlását ne eredményezze. A fogalom és jogszabályok célja a használó számára biztosítani a tárgy elvárt működését.
A rendeltetésszerű és biztonságos használat a különböző dolgoknál eltérő fogalomkört takar és eltérő jogi szabályozás alá esik. A hétköznapi használatra való tárgyak használatához a jogszabály és a gyártó sem feltételez semmilyen előképzettséget, legfeljebb a használati utasítás fakultatív elolvasását. Kialakításuk ehhez igazodik. Ezeknek a tárgyaknak a működtetésének biztonsága jelentősen eltér azokétól a tárgyakétól melyek működtetése valamilyen mértékű előképzettséget feltételez. Ezeket a tárgyakat nevezzük veszélyes tárgyaknak. Az előképzettség lehet tréning (szerszámok), szakképzettség (nehézgépek), szakvizsga (munkagépek, járművek) vagy hatósági engedély (fegyverek). A dolog rendeltetésszerű használatát csak az a személy tudja megvalósítani aki megfelelő mértékben ért a dolog használatához. A határ a két fogalom között nem egyértelműen nem húzható meg, hiszen a nem rendeltetésszerű használat a hétköznapi dolgok esetében is akár életveszélyes is lehet (pl: konyhakés), viszont feltételezhetjük a dolgok használatának elterjedtségéből, hogy a várható használó milyen mértékben ért hozzá. Így viszonylag egyszerű dolgok is lehetnek veszélyesek (petárda) és viszonylag komplikált dolgok is hétköznapiak (épületek).
A hétköznapi dolgok napi használat során elhasználódnak és tönkre mennek. Ezt követően a tulajdonos megválik tőle vagy átadja szakképzett személy számára javításra, és rendeltetésszerű használatra alkalmas állapotban kapja vissza. A használati követelmények között előírása meghibásodás esetén való biztonságosság biztosítása, például érintésvédelmi jogszabályok segítségével. Sok esetben egy köztes elem van beépítve a dologba, mely a dolog tényleges elromlása előtt tervezetten tönkremegy, ezzel használhatatlanná téve a dolgot. A  veszélyes tárgyak biztonságossága meghibásodás esetén jelentősen lecsökken. További használatukkal egyre növekvő eséllyel sérülést, anyagi kárt vagy halált is okozhatnak.  Ezért jogszabály meghatároz egy rendeltetésszerű és biztonságos használatra való alkalmassági követelményszintet, melyet általában a gyártó utasításai alapján üzemszerű működés mellett is rendszeresen felül kell vizsgálni.
Bizonyos dolgoknál kifejezetten előírás a bolondbiztos felhasználás biztosítása, a nem rendeletetésszerű használat lehetőségének minimalizálása. Ezeknek a dolgoknak a felhasználói értelmi vagy belátóképességükben nem érik el az általánosan elvárhatót. Például: idősek, betegek, értelmi fogyatékosok, gyermekek. A bolondbiztos megvalósítás minden esetben a funkciók számának csökkenésével jár.
A dolgok rendeltetésszerű használatához szükséges kialakítási paramétereket normák írják le. A dolgok nem rendeltetésszerű használata (például meghibásodás után való használato) következtében  való viselkedését az életvédelmi jogszabályok írják le, biztosítva a felhasználó bizonyos mértékű biztonságát a dolog jellegéhez mérten.

## Rendeltetésszerű használat
```
A bekezdésre felülvizsgálat szükséges
```

Jogi alapfogalom (kötelem). A dolog arra a célra való használatát jelenti amire készítették.

## Rendeltetésszerű használat (építőipar)
Kúria Köf.5.014/2013/4. számú határozata: "Rendeltetésszerű használatra az az ingatlan alkalmas, amelyet céljának megfelelően használnak. Lakás esetén a rendeltetésszerű használat azt jelenti, hogy az ingatlanban a napi rendszeres életvitelhez szükséges lakótér biztosított."
Ingatlan terület rendeltetésszerű használata:
1997. évi LXXVIII. törvény (Étv) 19. § (2) a): Beépítésre nem szánt területen új építményt építeni, meglévő építményt átalakítani, bővíteni, rendeltetését vagy használati módját megváltoztatni csak akkor szabad, ha az a terület rendeltetésszerű használatát szolgálja,

Szomszédos ingatlanok rendeltetésszerű használatának biztosítása:
Étv 31. § (1) a) Az építmény elhelyezése során biztosítani kell  az építmény, továbbá a szomszédos építmények rendeltetésszerű és biztonságos használhatóságát,

## Rendeltetésszerű használatra alkalmas állapot fenntartása
A rendeltetésszerű használatra való alkalmasságra felkészítést nemcsak az ingatlanok az építéskor kell figyelembe venni. Annak fenntartása a bármilyen dolog tulajdonosának vagy használójának aktív feladata. Szerteágazó jogszabályok írják le az építmény jellegétől és tulajdonosától függően. Példák jogszabályi hivatkozások nélkül:
1. Közút tulajdonosának karban (és tisztán) kell tartania a közutat. Tulajdonos lehet: Állam, Főváros, önkormányzat, magánszemély vagy jogi személy (közforgalom számára átadott út, pl hipermarketek parkolói)
2. Épület tulajdonosának karban és tisztán kell tartania az épületet. 
  1. Állam: Parlament, Állami Számvevőszék épülete, stb
  2. Főváros: intézmények
  3. Önkormányzat (települések és kerületek): önkormányzat intézményei és bérlakásai is
  4. magánszemély, jogi személy.
3. Műtárgyak: Kiemelt jelentőségű műtárgyak jegyzékbe véve. A tárgyak nem használati tárgyak, mégis azok állapotának megőrzése a tulajdonos feladata. Az állam nem teheti meg, hogy pl a műtárgyait elhanyagolja vagy eladja, vagy pl kidobja hiszen más jogszabályok kötelezik a tulajdonjog fenntartására (forgalomképtelen tárgyak és elidegenítési tilalmak). Magánszemélyeknek éppúgy gondoskodnia kell a műtárgy őrzéséről, esetleg biztosításáról.
4. Egyes esetekben a jogszabály nem a tulajdonost, hanem annak állandó vagy alkalmi használóját kötelezi a dolog (leginkább ingatlan) állapotának fenntartására. Ha a dolognál megengedett a használat átruházása tulajdonjog átruházása nélkül, ott az átruházással az állapotfenntartás kötelessége is átszáll. (ingatlan karbantartója a haszonélvező) Illetve a magáningatlan előtti közterületi szakasz karbantartása az ingatlan tulajdonosának kötelessége (növények gondozása, lomb és hóeltakarítás, vízelvezető árkok fenntartása, stb) még úgy is, hogy a használó nem rendelkezik szabadon a területtel, a rajta lévő fákat nem vághatja ki (csak engedéllyel) és nem tárolhat rajta dolgokat (szintén csak engedéllyel) és nem szedhet pénzt semmilyen jogcímen érte. A fő témától jelentősen eltávolodva, egyes jogszabályok kifejezetten tiltják a dolgok (leginkább közhasználatú dolgok: terek, épületek, járművek, stb) nem rendeltetésszerű használatát (rongálását), mely jogszabályok szintén a rendeltetésszerű használat fenntartásának céljából lett megalkotva. A kölcsönszerződések esetén is a dolog használatának átruházása esetén rögzíti a nem rendeltetésszerű használat esetén való lehetőségeit a tulajdonosnak.

## Rendeltetésszerű használat (ingatlanok)
Az országos településrendezési és építési követelményekről szóló 253/1997. (XII. 20.) Korm. rendelet (Oték) 50. § (3) bekezdésével szokás azonosítani az építmények általános követelményeit. Minden pont külön-külön kiterjedt jogszabályi környezetben vannak tárgyalva. 

(3)  Az építménynek meg kell felelnie a rendeltetési célja szerint
a) az állékonyság és a mechanikai szilárdság,
b) a tűzbiztonság,
c) a higiénia, az egészség- és a környezetvédelem,
d) a biztonságos használat és akadálymentesség,
e) a zaj és rezgés elleni védelem,
f) az energiatakarékosság és hővédelem,
g) az élet- és vagyonvédelem, valamint
h) a természeti erőforrások fenntartható használata
alapvető követelményeinek, és a tervezési programban részletezett elvárásoknak.

Az épület célja annak használata, így a használat követelményei egybeesnek az építés követelményeivel. Egyes építményeknek értelemszerűen eltérő módon kell teljesítenie az egyes követelményeket. Példa: Egy lakóépületnek eltérő tűzvédelmi követelményei vannak egy robbanószer gyárhoz, egy atomerőműhöz, vagy egy présházhoz viszonyítva.

A c) és a h) pont a fogalomkörbe legutóbb bekerült pontok, melyek nemrégen váltak a többi célkitűzéssel egyenrangúvá. Magyarország Alaptörvénye XX. cikkejében elismeri a testi és lelki egészséghez való jogot, és a XXI. cikkejében ennek érvényesítésére is kötelez. Az alapvetések N. cikkejében a fenntartható gazdálkodást, a Q. cikkejében a fenntartható fejlődést tűzi ki célul. Az Alaptörvény szándékának megfelelően az építési törvények is érvényesítik ezeket a követelményeket. A kúria Köf.5.014/2013/4. számú határozatában is említi, hogy "az ingatlan higiénikus állapotának biztosítása" kötelezett a tulajdonos, (a döntés esetében az önkormányzat). Nem javasolt a tinédzser gyermeket az alaptörvényre hivatkozva rávenni a szobájának rendbetartására, falevelek összegereblyézésére, vagy szemetének szelektív gyűjtésére, azonban mindenki számára világosnak kell lennie, hogy az ingatlanok takarítása és a természeti erőforrások védelme jogszabályokban rögzített kötelessége a használónak, melyek elhanyagolásának jogi következményei is lehetnek.

## Rendeltetésszerű és biztonságos használat (építőipar)
Az építőiparban a rendeltetésszerű használat követelményei mellé tesszük a biztonságos használat követelményét. Ennek oka, hogy az építmények építése veszélyes üzem, a végtermék egy igen bonyolult dolog, használatukat viszont 'civilek' (nem szakértők) számára kell lehetővé kell tenni. Amikor megvásárolunk egy konyhai berendezést, mellé kapjuk a biztonsági tájékoztatót ami tájékoztat a rendeltetésszerű használat körülményeiről és felhívja a figyelmet a veszélyforrásokra. Az épületeket használati utasítás nélkül 'józan paraszti ésszel' használjuk, és ezért azokat úgy kell megvalósítani hogy használatuk egyértelmű és biztonságos legyen.

Megjegyzés: Az épületek különleges helyzetben való használatra már beépítünk olyan berendezéseket amik segítik és tájékoztatják a bennlévőket és a mentésben résztvevőket. Tűz esetén tájékoztató táblák segítik a menekülést a füstös folyosókon keresztül, piktogramok segítik az oltóberendezések megtalálását, vagy akár a tűzeset jelentését (tűzjelzés). A tűzesetek a legnagyobb valószínűséggel előforduló, és legveszélyesebb esetek egyike. A tűzesetre fel kell készíteni az épületben tartózkodókat, magánlakásokban tájékoztatóval (hirdetmény), munkahelyeken oktatással.

Oték 54. § (1) bekezdése: 
54. § (1)  Az építményt és annak részeit úgy kell tervezni, megvalósítani, ehhez az építési terméket, építményszerkezetet és beépített berendezést úgy kell megválasztani és beépíteni, hogy a rendeltetésszerű használathoz biztonságos feltételeket nyújtsanak és ne okozzanak balesetet, sérülést, például
a) elcsúszást, elesést (pl. közlekedés közben),
b) megbotlást, mellélépést (pl. nem megfelelő világítás miatt),
c) leesést (pl. váratlan szintkülönbség, vagy korlát, mellvédfal hiánya, kialakítási hibája miatt),
d) fejsérülést (pl. nem megfelelő szabad belmagasság, szabad keresztmetszet miatt),
e) ütközést (pl. nem megfelelő megvilágítás, tartalék világítás hiánya, tükröződés miatt, vagy építményen belüli járműmozgásból),
f) égési sérülést (pl. védelem nélküli forró felülettől, folyadéktól, gőztől),
g) áramütést (pl. földelési, szerelési hibából, vagy villámcsapás miatt),
h) robbanást (pl. energiahordozó, hőtermelő vezeték, berendezés hibája miatt),
i) elakadást, beszorulást (pl. szűkös méretű terek vagy nyílások miatt).

(2)  Az építmény megvilágítását, a köz- és díszvilágítást, a fényreklámot és a hirdetőberendezést úgy kell elhelyezni és kialakítani, hogy a fényhatás
a) az építmény és a helyiségek, valamint a környezet rendeltetésszerű és biztonságos használatát ne akadályozza,
b) a közlekedés biztonságát ne veszélyeztesse,
c) az emberi egészséget és a környezetet ne károsítsa, és
d) fényszennyezést ne okozzon.

## Az akadálymentesség biztosítása az építőiparban
Az építőiparban fontos követelmény a rendeltetésszerű és biztonságos használhatóság nyújtása a fogyatékossággal élők számára.  Akadálymentesség: A bármilyen szempontból vagy mértékben károsodott érzékelési, mozgási, vagy értelmi képességekkel  rendelkezők számára is egyformán (helyben biztosított segítség nélkül) biztosítani kell az önálló, kényelmes, biztonságos, rendeltetésszerű használat feltételeit. 

Az akadálymentességre tervezés elmélete alapján nem a fogyatékossággal élők számára való kiváltságok és speciális berendezések elhelyezése a cél, hanem a mindenki számára egyformán használható szerkezetek megvalósítása tervezési fázisban elsősorban az épület geometriájának és funkcióinak helyes megválasztásával és elrendezésük alapos átgondolásával. Az akadálymentesség egy szemléletmód, melyek megvalósításához ma már kiterjedt szakmai és jogszabályi segítség áll rendelkezésére a tervezőknek. A cél olyan funkciók és szerkezetek létrehozása, mely mindenki számára használható. Kiragadott példák: rámpa a lépcső helyett, akadálymentes felvonó általános felvonó helyett, akadálymentes wc mely mindenki számára egyformán használható. Az akadálymentesség lényege, hogy mindenki önerőből, biztonságosan és kényelmesen használhassa az épületeket.
A Fogyatékossággal élő személyek jogairól szóló ENSZ egyezmény nem ad definíciót az akadálymentességre, hanem egy követelményrendszert határoz meg, és a fizikai akadálymentesítésnél általánosabban fogalmazza meg az elvégzendő feladatokat, és a Hozzáférhetőség fogalmat használja. „A fogyatékossággal élő személyek önálló életvitelének és az élet valamennyi területén történő teljes körű részvételének lehetővé tétele érdekében a részes államok megfelelő intézkedéseket tesznek, hogy másokkal azonos alapon biztosítsák a fogyatékossággal élő személyek számára a fizikai környezethez, a közlekedéshez, az információhoz és kommunikációhoz, beleértve az információs és kommunikációs technológiákat és rendszereket, valamint más, nyilvánosan hozzáférhető vagy rendelkezésre álló lehetőségekhez és szolgáltatásokhoz való hozzáférést, mind városi, mind vidéki területeken. Ezek az intézkedések, amelyek magukban foglalják a hozzáférési akadályok és korlátok beazonosítását és felszámolását”. Szintén az ENSZ egyezmény vezette be az Egyetemes tervezés fogalmát. Amely megközelítésében is más mint az akadálymentesítés módszertana. „Egyetemes tervezésen a termékek, a környezet, a programok és szolgáltatások oly módon történő tervezését értjük, hogy azok minden ember számára a lehető legnagyobb mértékben hozzáférhetőek legyenek: adaptálás, vagy speciális tervezés szükségessége nélkül. Az egyetemes tervezés nem zárhatja ki a fogyatékossággal élő személyek csoportjai számára szükséges támogató-segítő eszközök és technológiák indokolt esetben történő használatát.”
A tervezés során törekedni kell arra, hogy az akadálymentesítés során bevezetett használat ne akadályozza a nem csökkent képességű személyek épülethasználatát (pl. meg kell várni, amíg az akadálymentes felvonó feljut az emeletre), vagy a fogyatékossággal élőnek szívességet kell kérnie egy eszköz használatához. [forrás?]

A szemlélet célja meglátni, hogy kik használhatják az adott épületet. Egy tervezőnek figyelnie kell olyanokra is, hogy pl egy férfi a 6 éves kislányát hova viszi el wc-re? Egy fotocellás ajtó érzékeli ha egy 100cm-nél alacsonyabb személy áll alatta? Egy plázában van-e pelenkázó? Az akadálymentes wc mindenki számára mindig hozzáférhető, vagy esetleg kulcsra van zárva? Egy vakvezető kutya, hogyan jut fel az emeletre eltérő térszínre, van a mozgólépcső mellett alternatív megoldás, pl hagyományos lépcső? Egy idős vagy beteg legyengült személy ki tudja-e nyitni az ajtót?

Az akadálymentesség biztosítását középületek és közforgalmú helyek számára az új épületek építésekor az Étv. 31(1) d) pontja, felújítás esetén a 31§ (4) c) pontja írja elő.